# Kaarmise
Kaarmise (Duits: Karmis) is een plaats in de Estlandse gemeente Saaremaa, provincie Saaremaa. De plaats heeft de status van dorp (Estisch: küla).
Tot in december 2014 behoorde Kaarmise tot de gemeente Kaarma, tot in oktober 2017 tot de gemeente Lääne-Saare en sindsdien tot de fusiegemeente Saaremaa.

## Ligging
De plaats ligt met het buurdorp Jõempa in een karstgebied. Een deel van het gebied, het Kaarmise hoiuala, is beschermd. Bij Kaarmise ligt het meer Kaarmise järv (oppervlakte 0,08 ha).

## Geschiedenis
Kaarmise werd voor het eerst genoemd in 1592 onder de naam Carmes. In de jaren vijftig van de 18e eeuw werd een landgoed Kaarmise gesticht. Van het landgoed zijn geen gebouwen bewaard gebleven.